# Cochleanthes aromatica
Cochleanthes aromatica es una especie de orquídea epifita, originaria de Sudamérica.

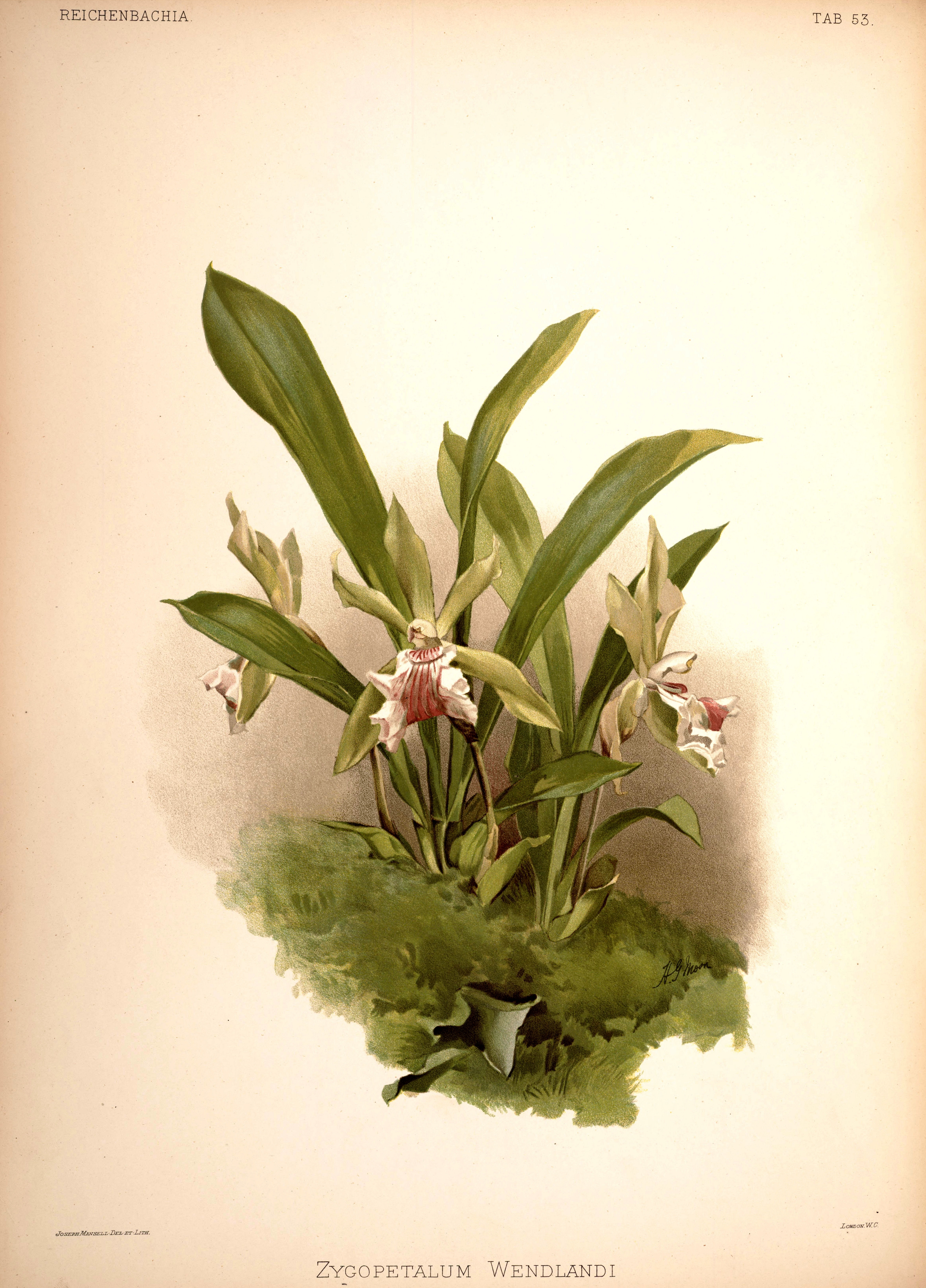
Ilustración

## Descripción
Es una especie de orquídea de tamaño pequeño a mediano que prefiere el clima cálido, con hábitos de epifita y sin pseudobulbos y con hojas  linear-liguladas a elíptico-lanceolados, agudas a cortamente acuminadas que se presentan en forma de abanico. Florece sobre todo en agosto hasta octubre en una inflorescencia erecta a arqueada, axilar, de 7.5 a 20 cm de largo, erguida con pedúnculo con una flor grande, de textura pesada, solitaria y fragante, de larga vida que aparece en medio o debajo de las hojas.

## Distribución y hábitat
Se encuentra en Costa Rica y Panamá a una altitud de 1000-2000 metros.

## Taxonomía
Cochleanthes aromatica fue descrito por (Rchb.f.) R.E.Schult. & Garay y publicado en Botanical Museum Leaflets 18(6): 323. 1959.
Etimología
Cochleanthes: nombre genérico que se refiere a la forma de la flor (en griego, cochlos que significa "concha" y anthos que significa "flor").
aromatica: epíteto latíno que significa "con aroma".
Sinonimia
- Zygopetalum aromaticum Rchb.f. (1852) (Basionym)
- Warczewiczella aromatica (Rchb.f.) Rchb.f. (1863)
- Zygopetalum wendlandii Rchb.f. (1866)
- Bollea wendlandii (Rchb.f.) auct. (1888)
- Warczewiczella wendlandii (Rchb.f.) Nash (1917)
- Chondrorhyncha aromatica (Rchb.f.) P.H.Allen (1949)[1][3][4]